# Olympische Winterspiele 2018/Skilanglauf – 4 × 10 km (Männer)
Die 4 × 10-km-Skilanglaufstaffel der Männer bei den Olympischen Winterspielen 2018 fand am 18. Februar 2018 im Alpensia Cross-Country Skiing Centre statt. Olympiasieger wurde die norwegische Staffel mit Didrik Tønseth, Martin Johnsrud Sundby, Simen Hegstad Krüger und Johannes Høsflot Klæbo. Die Silbermedaille ging an die Staffel von den Olympischen Athleten Russlands, Bronze gewann die französische Staffel. Die Staffeln von Österreich, Kasachstan und Estland wurden aufgrund Doping der Athleten Max Hauke, Dominik Baldauf, Algo Kärp, Karel Tammjärv, Andreas Veerpalu und Alexei Poltoranin nachträglich disqualifiziert.

## Daten
- Datum: 18. Februar 2018, 15:15 Uhr
- Streckenlänge je Läufer: 3 × 3,229 km
- Höhenunterschied: 41 m
- Maximalanstieg: 35 m
- Totalanstieg: 3 × 126 m
- 14 Staffeln am Start, alle in der Wertung

## Ergebnisse
| Platz | Land/Sportler                                                                                        | Zeit                                                        | Rückstand   |
| ----- | --- | ----------------------------------------------------------- | ----------- |
| 1     | Norwegen Didrik Tønseth Martin Johnsrud Sundby Simen Hegstad Krüger Johannes Høsflot Klæbo           | 1:33:04,9 h 24:59,1 min 24:51,8 min 21:19,7 min 21:54,3 min | –           |
| 2     | Olympische Athleten aus Russland Andrei Larkow Alexander Bolschunow Alexei Tscherwotkin Denis Spizow | 1:33:14,3 h 24:42,1 min 24:36,7 min 22:08,0 min 21:47,5 min | 00+9,4 s    |
| 3     | Frankreich Jean-Marc Gaillard Maurice Manificat Clément Parisse Adrien Backscheider                  | 1:33:41,8 h 24:51,7 min 24:55,1 min 21:24,2 min 22:30,8 min | 0+36,9 s    |
| 4     | Finnland Perttu Hyvärinen Iivo Niskanen Matti Heikkinen Lari Lehtonen                                | 1:34:45,4 h 25:42,9 min 24:29,8 min 21:56,5 min 22:36,2 min | +1:40,5 min |
| 5     | Schweden Jens Burman Daniel Rickardsson Marcus Hellner Calle Halfvarsson                             | 1:35:10,5 h 25:17,8 min 25:57,0 min 21:53,3 min 22:02,4 min | +2:05,6 min |
| 6     | Deutschland Andreas Katz Thomas Bing Lucas Bögl Jonas Dobler                                         | 1:35:13,1 h 25:55,5 min 25:17,2 min 21:56,6 min 22:03,8 min | +2:08,2 min |
| 7     | Italien Maicol Rastelli Francesco De Fabiani Giandomenico Salvadori Federico Pellegrino              | 1:35:40,1 h 24:50,9 min 24:52,4 min 22:39,1 min 23:17,7 min | +2:35,2 min |
| 8     | Kanada Len Väljas Graeme Killick Russell Kennedy Knute Johnsgaard                                    | 1:36:45,9 h 25:56,3 min 25:15,9 min 22:06,7 min 23:27,0 min | +3:41,0 min |
| 9     | Tschechien Aleš Razým Martin Jakš Petr Knop Michal Novák                                             | 1:37:23,0 h 25:55,9 min 25:22,0 min 22:33,5 min 23:31,6 min | +4:18,1 min |
| 10    | Schweiz Jonas Baumann Dario Cologna Toni Livers Roman Furger                                         | 1:38:01,4 h 26:43,7 min 24:55,6 min 23:08,9 min 23:13,2 min | +4:56,5 min |
| 11    | Vereinigte Staaten Andrew Newell Reese Hanneman Scott Patterson Noah Hoffman                         | 1:42:29,1 h 26:09,7 min 28:17,7 min 22:58,8 min 25:02,9 min | +9:24,2 min |
|       | Kasachstan Alexei Poltoranin Jewgeni Welitschko Witali Puchkalo Denis Wolotka                        | 1:36:36,3 h 24:40,9 min 25:29,1 min 23:10,3 min 23:16,0 min | DSQ         |
|       | Estland Andreas Veerpalu Algo Kärp Karel Tammjärv Raido Ränkel                                       | 1:38:21,7 h 26:17,7 min 26:28,8 min 22:06,5 min 23:28,7 min | DSQ         |
|       | Österreich Dominik Baldauf Max Hauke Bernhard Tritscher Luis Stadlober                               | 1:39:12,9 h 26:09,4 min 26:22,2 min 22:40,8 min 24:00,5 min | DSQ         |